# Julius Bacher
Julius Gustav Bacher (* 8. August 1810 in Ragnit, heute Neman; † 29. März 1890 in Berlin-Lichterfelde) war ein deutscher Schriftsteller.

## Leben
Bacher studierte zunächst in Königsberg Medizin und ließ sich 1837 in Pobethen als praktischer Arzt nieder. Im Jahr 1845 zog er nach Königsberg, gab ſeine Praxis auf und widmete sich als freier Schriftsteller von nun an ausschließlich literarischen Arbeiten. Er befasste sich insbesondere mit der Darstellung historischer Ereignisse und Erzählungen über geschichtliche Personen in Romanform, war aber auch als dramatischer Dichter tätig. Sein erstes Werk war das Drama Lucie (1848) dem eine Tragödie über die erste Liebe Karls XII. folgte, die 1850 in Königsberg aufgeführt wurde. Es folgte das Lustspiel Die Brautschau Friedrich des Großen 1857 in Berlin sowie das Trauerspiel Lady Seymour. Die historischen Romane Sophie Charlotte, die philosophische Königin und Friedrichs I. letzte Lebenstage waren bei der Leserschaft beliebt, ebenso fanden seine Dramen insbesondere in Berlin viel Zuspruch, so dass der Dichter 1857 Berlin zu seinem Wohnsitz wählte. Von hier aus unternahm er Reisen in die Schweiz und nach Frankreich. Seit 1886 lebte er in Charlottenburg. Die Brautschau Friedrichs des Großen erschien zudem vom 21. Juni bis zum 25. Oktober 1857 als Fortsetzungsroman in der Sonntagsbeilage des Anspacher Morgenblattes. Einige seiner Essays wurden auch in der Zeitschrift Die Gartenlaube abgedruckt.

## Werke
Trauerspiele
- 1848: Lucie
- 1850: Karls XII. erſte Liebe
- 1864: Lady Seymour

Novellen
- 1853: Die Eroberung von Schweidnitz
- 1860: Gesammelte Novellen (3 Teile)

Historische Erzählungen
- 1857: Die Brautſchau Friedrichs des Großen (auch als Lustspiel)
- 1857: Sophie Charlotte, die philosophische Königin (3 Teile) – handelt von Sophie Charlotte von Hannover
- 1858: Friedrichs I. letzte Lebenstage (3 Teile)
- 1858: Aus dem Leben
- 1858: Der Brand von Köln
- 1864: Ein Urteilsspruch Washingtons (2 Teile)
- 1865: Sybille von Kleve (3 Teile) – Sibylle von Kleve war die Gemahlin des Kurfürsten Johann Friedrich von Sachsen
- 1868: Napoleons letzte Liebe (4 Teile)
- 1869: Auf dem Wiener Kongreß (4 Teile)
- 1870: Prinzessin Sidonie (3 Teile). Neuausgabe Hofenberg, Berlin 2024, ISBN 978-3-7437-4807-1.